# قائمة وورلد تشيك
قائمة وورلد تشيك (أو بالترجمة الحرفية: قائمة التحقق العالمية) هي قاعدة بيانات عن الأشخاص المعرضين سياسيا والذي يتوقع ان يمثلوا مخاطر كاأفراد لخطر متزايد والمنظمات، وتستخدم في جميع أنحاء العالم للمساعدة في تحديد وإدارة المخاطر المالية والتنظيمية والسمعة. شكلت World Check كجزءًا من مجموعة طومسون رويترز لإدارة المخاطر قبل نقلها إلى Refinitiv بعد صفقة دمج مع مجموعة بلاك ستون في أكتوبر من 2018.
كان تأسيس قاعدة البيانات استجابة للتشريعات التي تهدف إلى الحد من حدوث الجرائم المالية. بادئ ذي بدء، استخدمت البنوك والمؤسسات المالية ذكاء وورلد تشيك كحل شامل لتقييم وإدارة وعلاج المخاطر. ومع ذلك، وحيث أصبحت التشريعات معقدة بشكل متزايد وأصبح انتشاره عالميًا بشكل متزايد، فإن الطلب على مثل هذه المعلومات الاستخباراتية قد تخطى القطاع المالي ليشمل منظمات من جميع القطاعات والمجالات.

## تغطية الابحاث
يراقب فريق أبحاث وورلد تشيك المخاطر الناشئة بأكثر من 60 لغة، ويغطي أكثر من 240 دولة ومنطقة حول العالم. تعد جميع المعلومات المستخدمة في المجال العام، ويحلل محللو الأبحاث الأفراد والكيانات المجتمعية باستخدام منهجية البحث المفتوح المصدر المعروفة باسم (OSINT) مع التقيد بالبروتوكول الصارم مثل البروتوكول المنصوص عليه في قانون حماية البيانات لعام 1998 في المملكة المتحدة.
عام 2011 وورلد تشيك تلقت تأكيدات مستقلة تحت المعيار الدولي لضمان الازدواجية " International Standard on Assurance Engagements" (ISAE 3000) للعمليات والضوابط الداخلية التي تتحكم بمنصة العقوبات العالمية وقواعد البيانات
يرتبط فريق متخصص من محللي البحوث بقوائم العقوبات والحصار من جميع أنحاء العالم، بما في ذلك قوائم مثل مكتب مراقبة الأصول الأجنبية والمملكة المتحدة HMT والاتحاد الأوروبي و OSFI و FATF و DFAT الأسترالي. شكل دائم واجباري يتم مراقبة القوائم التنظيمية والتنفيذ وكذلك قوائم الأطراف المحظورة والمحظورة. مجالات محددة تهتم القائمة، مثل الإرهاب والجريمة المنظمة ومنطقة الشرق الأوسط، تغطيها فرق بحثية متخصصة.

## نظرة للمنظمة
تم تسجيل ورلد تشيك في لندن عام 2000 من قبل ديفيد ليبان لتسجيل من اجل التخفيف من المخاطر في المجتمع المصرفي السويسري. كانت شركة اوبتيما آي تيكنولوجي التي أسسها نيكولاس كيملا هم مطوري وورلد تشيك وكانت تُعرف آنذاك بمنصة استخبارات المخاطر ولكن تم بيعها لاحقًا إلى طومسون رويترز.
خلال عام 2008، أطلقت وورلد تشيك ما أطلق عليه Check Country، وهو مؤشر يصنف أكثر من 240 دولة ومنطقة حول العالم من حيث المخاطر. يتم استخدام خوارزمية إحصائية لتجميع مصادر المعلومات المختلفة عبر العوامل السياسية والمالية والجنائية وهذا يحدد المخاطر المرتبطة بالعملاء والمعاملات وفقًا لبلدهم الأصلي. واستنادًا إلى الإحصائيات وليس التصور، توفر Country-Check معلومات استخباراتية عملية عن اتخاذ القرارات المستنيرة ومفيدة لعمليات الدمج والاستحواذ وأمن سلسلة التوريد والتوسع والاستكشاف عبر الحدود والإنتاج.
عام 2009 زادت وورلد تشيك من عروضها من خلال الحصول على الشاشة المتكاملة IntegraScreen  ، وهي مزود لخدمات الإبلاغ عن العناية الواجبة. يتم استخدام تقارير الشاشة المتكاملة عندما تكون هناك حاجة إلى فحص معلومات تفصيلية عن أي كيان أو فرد، ويمكن إجراء البحث بغض النظر عن المكان.

## الشراكات والتكامل
تستخدم وورلد تشيك من قبل العديد من المؤسسات المالية لتلبية العناية الواجبة وتعرف عميلك Know-Your-Customer (اعرف عميلك) يحتاج الامتثال:
- استخدمت Lloyd's of London وورلد تشيك لتلبية متطلبات العناية الواجبة وامتثال KYC منذ عام 2008.[4]
- تستخدم Maecenas، وهي سوق فنية قائمة على أساس سلسلة التكتل، وورلد تشيك للتخفيف من مخاطر الجريمة المالية وتلبية متطلبات العناية الواجبة.[5]
- تستخدم SAI Global ، وهي إدارة المخاطر والامتثال للمعايير وأعمال المعلومات، وورلد تشيك كشريك خارجي لإدارة المخاطر.[6]
- تعاونت Aravo Solutions، وهي شركة خدمات إدارة مخاطر خارجية، في عرض مشترك مع وورلد تشيك لاسترداد معلومات الشركة مباشرةً.[7]
- يعد World-Check Customer Risk Screener تطبيقًا متوفرًا على Salesforce AppExchange ، والذي يسمح لمستخدمي Salesforce بالوصول إلى قاعدة بيانات وورلد تشيك الخاصة بذكاء المخاطر لكشف المخاطر المرتبطة بالعملاء أو العملاء المتوقعين أو الحسابات.[8]

## تسرب قواعد البيانات والتسويات الأمنية
في نشرة عبر موقع ريديت، أعلن أحد المستخدمين أنه حصل على نسخة من قاعدة بيانات وورلد تشيك مع معلومات حتى عام 2014. كان هذا التسريب ممكنًا بسبب تقييم غير مكتمل للأمان، وتم تحميله من خلال موقع محرك البحث Shodan الذي يتيح للمستخدمين العثور على أنواع معينة من أجهزة الكمبيوتر المتصلة بالإنترنت باستخدام مجموعة متنوعة من المرشحات.

## ادعاءات كاذبة

### حملة التضامن مع فلسطين
عام 2017، اعترفت وورلد تشيك بأن حملة التضامن مع فلسطين (PSC) لا ينبغي أن تُوضع على قاعدة بياناتها على الإطلاق، وبالتحديد لا ينبغي أن تكون الحملة مرتبطة بالإرهاب، مشددًا على أنه لا توجد أسباب تشير إلى أن PSC كانت مرتبطة مع النشاط المتصل بالإرهاب، أو أن المنظمة قدمت أي نوع من المخاطر المالية. توصلت PSC و وورلد تشيك إلى اتفاق لمعالجة الضرر الذي لحق بسمعة PSC ورئيسها السيد Hugh Lanning ، ولحل المسائل بينهما الناشئة عن هذا الملف الشخصي.

### فينسبري بارك مسجد
وافقت وورلد تشيك على دفع تعويضات والاعتذار مسجد فنزبري بارك في عام 2017 بعد ادعاء كاذب بأن لديها علاقة حالية بالإرهاب.

### مجيد نواز
مجيد نواز مؤسس كويليام وجد نفسه مدرجا على أنه إرهابي في في قائمة جزئية تسمى World-Check following للتحقيق حسب مجلة. قامت طومسون رويترز في وقت لاحق بإزالة اسمه من القائمة، واعتذرت وتم دفع مبلغ مالي لم يكشف عنه كتعويض عن الأضرار كجزء من التسوية عقب تهديد دعوى قضائية رفعتها نواز.

### ماجد الزير
ماجد الزير الذي يحمل منصب مدير مركز العودة الفلسطيني أحد الذين تمت اضافتهم للقائمة بوصفه إرهابياً، على الرغم من منحه من الأمم المتحدة هو ومنظمته عضوية استشارية كاملة. ومع ذلك فقد تمكنت إسرائيل من تصنيفه على أنه إرهابي، الأمر الذي كانت له عواقب مدمرة على الزير وزملائه، ومن هذه العواقب الإغلاق التعسفي للحسابات البنكية التابعو لهم. لكن تم إلغاء التهمة عنه لاحقا.

## الملكية
في عام 2011 استحوذت طومسون رويترز على وورلد تشيك كعنصر رئيسي في وحدة مخاطر الحوكمة والامتثال (GRC). في أكتوبر 2018، أبرمت تومسون رويترز صفقة مع مجموعة بلاكستون ، ونتيجة لهذا الاندماج أصبحت وورلد تشيك مملوكة الآن لشركة جديدة تسمى Refinitiv.

## روابط خارجية
- قائمة وورلد تشبك من قبل Refinitiv
- ISAE 3000 الامتثال وضمان الاستدامة والاستعانة بمصادر خارجية ضمان المراجعة
- GSW Spotlight: PEPs والأشخاص DEbarred وخدمة فحص القائمة السوداء
- بي بي سي وثائقي: حظر الحساب المصرفي